# Gold FM
Gold FM – sieć lokalnych rozgłośni radiowych należących do Grupy Time (właściciela Radia Eska, Eski Rock, Radia Wawa i Vox FM) działająca w pierwszej dekadzie XXI wieku.
Liner sieci stanowiło początkowo hasło „Złote lata, złote hity”, następnie „Przeboje zawsze młode”.

## Sieć Gold FM
Do sieci Gold FM należały rozgłośnie:
- 104,4 Gold FM – Warszawa (nadająca do 2005 r.)
- 107,4 Gold FM – Poznań (nadająca do 2004 r.)
- 97,9 Gold FM – Łódź (nadająca do 2005 r.)
- Radio Toruń 96,7 Gold FM – Toruń (nadająca do 2008 r.)
- 105,5 Gold FM – Oława (uruchomiona w późniejszym okresie, nadająca od 2007 do 2010 r.)

Częstotliwości  Gold FM Warszawa, Gold FM Poznań oraz Gold FM Łódź przejęło radio Vox FM.
Rozgłośnia Gold FM – Toruń 7 czerwca 2008 przyłączona została do sieci Vox FM, a od 1 września 2009 na tej częstotliwości rozpoczęło nadawanie radio Wawa Toruń

## Gold FM Oława
Radio rozpoczęło nadawanie 24 września 2007 o 14:30. Na program stacji składała się muzyka w formacie classic hits przeplatana dżinglami oraz emitowane dwa razy dziennie (godz. 6:00 i 22:00) magazyny informacyjne. 23 lutego 2010 stacja zakończyła nadawanie z Oławy, a częstotliwość przeniesiona została do Wrocławia i przejął ją tamtejszy oddział Radia Wawa (z formalnego punktu widzenia nastąpiła zmiana nazwy rozgłośni i lokalizacji nadajnika).